# Lentilly
Lentilly és un municipi francès situat al departament del Roine i a la regió d'Alvèrnia-Roine-Alps. L'any 2007 tenia 5.174 habitants.

## Demografia

### Població
El 2007 la població de fet de Lentilly era de 5.174 persones. Hi havia 1.851 famílies de les quals 379 eren unipersonals (164 homes vivint sols i 215 dones vivint soles), 492 parelles sense fills, 796 parelles amb fills i 184 famílies monoparentals amb fills.
La població ha evolucionat segons el següent gràfic:
Habitants censats

### Habitatges
El 2007 hi havia 1.993 habitatges, 1.879 eren l'habitatge principal de la família, 38 eren segones residències i 76 estaven desocupats. 1.629 eren cases i 341 eren apartaments. Dels 1.879 habitatges principals, 1.423 estaven ocupats pels seus propietaris, 423 estaven llogats i ocupats pels llogaters i 33 estaven cedits a títol gratuït; 52 tenien una cambra, 103 en tenien dues, 210 en tenien tres, 423 en tenien quatre i 1.091 en tenien cinc o més. 1.563 habitatges disposaven pel capbaix d'una plaça de pàrquing. A 707 habitatges hi havia un automòbil i a 1.071 n'hi havia dos o més.

### Piràmide de població
La piràmide de població per edats i sexe el 2009 era:
| Homes | Edats   | Dones |
| ----- | ------- | ----- |
| 4     | 95 o +  | 4     |
| 12    | 90 a 94 | 16    |
| 20    | 85 a 89 | 52    |
| 8     | 80 a 84 | 20    |
| 68    | 75 a 79 | 84    |
| 56    | 70 a 74 | 88    |
| 84    | 65 a 69 | 88    |
| 88    | 60 a 64 | 64    |
| 96    | 55 a 59 | 104   |
| 176   | 50 a 54 | 144   |
| 176   | 45 a 49 | 152   |
| 204   | 40 a 44 | 216   |
| 256   | 35 a 39 | 232   |
| 140   | 30 a 34 | 172   |
| 88    | 25 a 29 | 124   |
| 92    | 20 a 24 | 96    |
| 188   | 15 a 19 | 124   |
| 248   | 10 a 14 | 212   |
| 216   | 5 a 9   | 224   |
| 132   | 0 a 4   | 152   |

## Economia
El 2007 la població en edat de treballar era de 3.385 persones, 2.524 eren actives i 861 eren inactives. De les 2.524 persones actives 2.395 estaven ocupades (1.247 homes i 1.148 dones) i 128 estaven aturades (63 homes i 65 dones). De les 861 persones inactives 264 estaven jubilades, 423 estaven estudiant i 174 estaven classificades com a «altres inactius».

### Ingressos
El 2009 a Lentilly hi havia 1.842 unitats fiscals que integraven 5.169 persones, la mediana anual d'ingressos fiscals per persona era de 24.641 €.

### Activitats econòmiques
Dels 322 establiments que hi havia el 2007, 4 eren d'empreses extractives, 6 d'empreses alimentàries, 4 d'empreses de fabricació de material elèctric, 26 d'empreses de fabricació d'altres productes industrials, 56 d'empreses de construcció, 66 d'empreses de comerç i reparació d'automòbils, 9 d'empreses de transport, 10 d'empreses d'hostatgeria i restauració, 8 d'empreses d'informació i comunicació, 11 d'empreses financeres, 19 d'empreses immobiliàries, 56 d'empreses de serveis, 32 d'entitats de l'administració pública i 15 d'empreses classificades com a «altres activitats de serveis».
Dels 80 establiments de servei als particulars que hi havia el 2009, 1 era una oficina de correu, 1 una oficina bancària, 9 tallers de reparació d'automòbils i de material agrícola, 1 autoescola, 3 paletes, 8 guixaires pintors, 16 fusteries, 9 lampisteries, 9 electricistes, 2 empreses de construcció, 5 perruqueries, 1 veterinari, 1 agència de treball temporal, 7 restaurants, 6 agències immobiliàries i 1 saló de bellesa.
Dels 12 establiments comercials que hi havia el 2009, 1 era una gran superfície de material de bricolatge, 2 botiges de menys de 120 m², 3 fleques, 1 una botiga de roba, 1 una botiga d'equipament de la llar, 1 una botiga de mobles, 1 una botiga de material esportiu, 1 un drogueria i 1 una floristeria.
L'any 2000 a Lentilly hi havia 27 explotacions agrícoles que ocupaven un total de 444 hectàrees.

## Equipaments sanitaris i escolars
L'únic equipament sanitari que hi havia el 2009 era una farmàcia.
El 2009 hi havia 1 escola maternal i 2 escoles elementals. Lentilly disposava d'un col·legi d'educació secundària amb 586 alumnes.

## Poblacions més properes
El següent diagrama mostra les poblacions més properes.